# كرياكوس نيكولاو
كرياكوس كوستا نيكولاو (باللغة اليونانية): Κυριάκος Κ. Νικολάου) هو كيميائي قبرصي اشتهر ببحثه في مجال الاصطناع الكامل للمنتجات الطبيعية. ويعمل حالياً أستاذ الكيمياء في جامعة رايس، وقد شغل سابقُا مناصب أكاديمية في معهد سكريبس للأبحاث / وجامعة كاليفورنيا في سان دييغو وجامعة بنسلفانيا.

## سيرته الذاتية
ولد كرياكوس نيكولاو في 5 يوليو 1946 ، في قبرص حيث ترعرع وذهب إلى المدرسة حتى سن 18. وذهب في عام 1964 إلى إنجلترا حيث قضى عامين في تعلم اللغة الإنجليزية والتحضير للالتحاق بالجامعة. درس كرياكوس الكيمياء في جامعة لندن وحصل على البكالوريوس في عام 1969 من كلية بيدفورد ثم دكتوراه في الفلسفة في عام 1972 من كلية لندن الجامعية تحت إشراف الأساتذة ف. سوندهايمر وب. ج. جارات. وانتقل في عام 1972 إلى الولايات المتحدة، وعيّن في جامعة كولومبيا (1972-1973) وجامعة هارفارد (1973-1976)، والتحق بالكلية في جامعة بنسلفانيا (جامعة بنسيلفانيا) حيث أصبح أستاذ رودس-طومسون للكيمياء. بينما فاز في بنسلفانيا بزمالة سلون المرموقة.
انتقل كرياكوس في عام 1989 إلى سان دييغو، حيث حصل على تعيين مشترك في جامعة كاليفورنيا بسان دييغو حيث شغل منصب أستاذ الكيمياء في معهد سكريبس للأبحاث ، حيث كان يعمل دارلين شيلى أستاذًا للكيمياء ورئيس قسم الكيمياء. وفي عام 1996 ، تم تعيينه هو وألين و. سكاجز أستاذًا للبيولوجيا الكيميائية في معهد سكاجز للبيولوجيا الكيميائية بمعهد أبحاث سكريبس. ومن عام 2005 إلى عام 2011، أخرج المختبر التجميعي الكيميائي @ ICES-A * STAR. وفي عام 2013، انتقل نيكولاو إلى جامعة رايس.
تنشط مجموعة نيكولاو في مجال الكيمياء العضوية مع اهتمامات البحث في تطوير المنهجية والتوليف الكلي. وهو مسؤول عن توليف العديد من الجزيئات المعقدة الموجودة في الطبيعة، مثل باكليتاكسيل وفانكوميسين. وقد اجتذب مشروع مجموعته باكليتاكسيل، الذي اكتمل في عام 1994 في نفس الوقت تقريبًا مع توليفة من قبل مجموعة روبرت هولتون، انتباه وسائل الإعلام الوطنية بسبب التعقيد الهيكلي للباكليتاكسيل ومقاومته القوية لنشاط السرطان.

## كتبه
ألّف كرياكوس كمؤلف مشارك ثلاثة كتب شعبية حول الاصطناع الكامل:
- الكلاسيكية في المجموع التجميعي الأول، 1996[14]
- كلاسيكيات في التجميع الثاني، 2003[15]
- كلاسيكيات في التجميع الشامل الثالث، 2011

بالإضافة إلى ذلك، قام بتأليف أو شارك في تأليف العديد من الكتب الأخرى:
- الجزيئات التي غيرت العالم، 2008
- دليل الكيمياء التوافيقية: الأدوية، المحفزات، المواد، 2002

## الجوائز
حصل كرياكوس على العديد من الجوائز والأوسمة بما في ذلك:
- جائزة وولف لعام 2016 في الكيمياء (إسرائيل)
- 2011: وسام بنجامين فرانكلين في الكيمياء من معهد فرانكلين[//ar.wikipedia.org/wiki/%D9%83%D8%B1%D9%8A%D8%A7%D9%83%D9%88%D8%B3_%D9%86%D9%8A%D9%83%D9%88%D9%84%D8%A7%D9%88#endnote_FranklinMedal]
- 2005 جائزة آرثر سي. كوب (الولايات المتحدة الأمريكية) [16]
- 2003 جائزة توقيع جائزة نوبل في تعليم الخريجين (مع فيل باران)
- 2002 جائزة تتراهيدرون
- 2001 جائزة إرنست شيرينغ (ألمانيا)
- 2000 بول كاررير الميدالية الذهبية (سويسرا)
- 1998 جائزة إيسيلين (الولايات المتحدة الأمريكية)
- 1996 جائزة لينوس بولينغ (الولايات المتحدة الأمريكية)
- جائزة الأسبرين (اسبانيا)
- جائزة ماكس تيشلر (هارفارد)
- جائزة يامادا (اليابان)
- جائزة يانسن (بلجيكا)
- ميدالية ناجويا (اليابان)
- ميدالية المئوية (الجمعية الملكية المملكة المتحدة)
- ميدالية إنوفين (ألمانيا)
- ميدالية نيكولاس (الولايات المتحدة)
- جائزة ACS للعمل الإبداعي في الكيمياء العضوية الاصطناعية (الولايات المتحدة الأمريكية)
- جائزة ACS Guenther في كيمياء المنتجات الطبيعية (الولايات المتحدة الأمريكية)
- زميل الأكاديمية الأمريكية للفنون والعلوم
- عضو في الأكاديمية الوطنية للعلوم
- زمالة الجمعية الملكية (2013)[17]

## روابط خارجية
- The Nicolaou group at Rice University
- A video interview of Professor Nicolaou